# Борелов скуп
У математици, Борелов скуп је било који скуп у тополошком простору који се може формирати из отворених скупова (или, еквивалентно, из затворених скупова) кроз операције пребројиве уније, пребројивог пресека и релативног комплемента. Борелов скуп је добило назив по Емилу Борелу.
За тополошки простор X, скуп свих Борелових скупова на X формира сигма-алгебру, познату као Борелова алгебра или Борелова σ-алгебра . Борелова алгебра на X је најмања -алгебра која садржи све отворене скупове (или, еквивалентно, све затворене скупове).
Борелови скупови и су важни у теорији мијера, јер свака мијера дефинисана на отвореним скуповима простора или на затвореним скуповима простора, мора се дефинисати и на свим Бореловим скуповима тог простора. Свака мијера дефинисана на Бореловим скуповима назива се Борелова мијера. Борелови скупови и придружена Борелова хијерархија такође играју фундаменталну улогу у дескриптивној теорији скупова .
У неким контекстима, Борелови скупови су дефинисани тако да их генеришу компактни скупови тополошког простора, а не отворени скупови. Двије дефиниције су еквивалентне за многе добро дефинисане просторе, укључујући све Хаусдорфове σ-компактне просторе, али могу бити различити у више патолошких простора.

## Генерисање Борелове алгебре
У случају да је X метрички простор, Борелова алгебра може се описати генеративно као што следи.
За колекцију T подскупова од X (то јест, за било који подскуп партитивног скупа P(X) од X), нека је:
- {\displaystyle T_{\sigma }} све пребројиве уније од елемента
- {\displaystyle T_{\delta }} сви пребројиви пресјеци од елемента
- {\displaystyle T_{\delta \sigma }=(T_{\delta })_{\sigma }.}

Сада дефинишемо трансконачну индукцију секвенце , где је m редни број, на следећи начин:
- За основни случај дефиниције, нека {\displaystyle G^{0}} је колекција отворених подскупова од .
- Ако  није гранични ординал, онда i има непосредно претходни редни број i − 1. Нека
{\displaystyle G^{i}=[G^{i-1}]_{\delta \sigma }.}
- Ако је i гранични ординал, онда је
{\displaystyle G^{i}=\bigcup _{j<i}G^{j}.}

Тврдња је да је Борелова алгебра , где је  први небројиви редни број. То јест, Борелова алгебра се може генерисати из класе отворених скупова понављањем операције.
{\displaystyle G\mapsto G_{\delta \sigma }.}
до провог небројивог ординала.
Да би доказали ову тврдњу, имајте на уму да је сваки отворени скуп у метричком простору унија растуће секвенце затворених скупова. Конкретно, комплементарност скупова мапира  у саму себе за било који гранични ординал m; чак, ако је m небројиви гранични ординал,  је затворен по бројним унијама.
Имајте на уму да за сваки Борел скуп B постоји неки пребројиви ординал  такав да се B може добити понављањем операције по . Међутим, како се B мијења у свим Бореловим скуповима,  ће се мијењати у свим бројивим ординалима, тако да је први редни број на којем се добијају сви Борелови скупови , први небројиви ординал.

### Примјер
Важан пример, посебно у теорији вероватноће, је Борелова алгебра на скупу реалних бројева. То је алгебра на којој је дефинисана Борелова мијера. С обзиром на реалну случајну варијаблу дефинисану на простору вероватноћа, њена расподјела је по дефиницији и мијера у Бореловој алгебри.
Борелова алгебра на реалним бројевима је најмања -алгебра на R која садржи све [[Интервал (математика)|]интервале].
Конструкцијом користећи трансконачну индукцију, може се показати да је у сваком кораку број скупова нији виши од кардиналности континуума. Дакле, укупан број Борелових скупова је мањи или једнак
{\displaystyle \aleph _{1}\cdot 2^{\aleph _{0}}\,=2^{\aleph _{0}}}.
Заправо, кардиналност колекције Борелових скупова је једнака оној континуума (упореди са бројем Лебесгових мерљивих скупова који постоје, што је строго веће и једнако је {\displaystyle 2^{2^{\aleph _{0}}}}).

## Стандардни Борелови простори и теорема Куратовског
Нека је X тополошки простор. Борелов простор повезан са X је пар (X,B), где је {B}- σ-алгебра Борелових скупова од .
Џорџ Меки је дефинисао Борелов простор нешто другачије, пишући да је то "скуп заједно са истакнутим σ-пољем подскупова који се називају Борелови скупови". Међутим, модерна употреба је да се елементи ове под-алгебре називају мјерљиви скупови и такви простори мјерљиви простори. Разлог за ову разлику је да су Борелови скупови σ-алгебра генерисани отвореним скуповима (тополошког простора), док се Мекијева дефиниција односи на скуп опремљен произвољном σ-алгебру. Постоје мјерљиви простори који нису Борелови простори, за било који избор топологије на темељном простору.
Мерљиви простори формирају категорију у којој су морфизми мерљиве функције између мерљивих простора. Функција {\displaystyle f:X\rightarrow Y} је мерљива ако повлачи мерљиве скупове, тј. за све мерљиве скупове B у Y, {\displaystyle f^{-1}(B)} је мерљиви скуп у X.
Теорема. Нека је X Пољски простор, то јест, тополошки простор тако да постоји метрика d на X која дефинише топологију X и која чини X комплетним раздвојивим метричким простором. Онда је X као Борелов простор изоморфан једном од
1. коначном простору.

(Овај резултат подсјећа на Махарамову теорему.)
Сматра се Бореловим просторима, стварна линија  са пребројивим скупом, и  су изоморфни.
Стандардни Борелов простор је Борелов простор повезан са Пољским простором. Стандардни Борелов простор карактерише кардиналност до изоморфизма, а било који непребројиви стандардни Борелов простор има кардиналност континуума.
За подскупове Пољских простора, Борелови скупови се могу окарактерисати као они скупови који су распони континуираних инјективних мапа дефинираних на Пољским просторима. Обратите пажњу, међутим, да опсег континуалне неинјективне мапе можда неће бити Борел. Види аналитички скуп.
Свака мера вероватноће на стандардном Бореловом простору претвара је у стандардни простор вероватноће .

## Скупови који нису Борелови
Пример подскупа реалних бројева који није Борелов, због Николаја Лусина (види одјељак 62, странице 76-78), описан је у наставку. Насупрот томе, пример немерљивог скупа се не може приказати, иако се његово постојање може доказати.
Сваки ирационални број има јединствену репрезентацију бесконачном континуираном разломком
{\displaystyle x=a_{0}+{\cfrac {1}{a_{1}+{\cfrac {1}{a_{2}+{\cfrac {1}{a_{3}+{\cfrac {1}{\ddots \,}}}}}}}}}
где  је неки цијели број и сви остали бројеви {\displaystyle a_{k}} су позитивни цијели бројеви. Нека је  скуп свих ирационалних бројева који одговарају низовима  такви да: постоји бесконачна подниз  такав да је сваки елемент дјелилац следећег елемента. Овај скуп  није Борел. Заправо, он је аналитички и потпун у класи аналитичких скупова. За више детаља погледајте дескриптивну теорију скупова и књигу Александра С. Кекриса, посебно вјежбу (27.2) на страници 209, дефиницију (22.9) на страници 169, и вјежбу (3.4) (ii) на страни 14.
Други скуп који није Борелов је инверзна слика  бесконачне функције паритета . Међутим, ово је доказ постојања (преко аксиома избора), а не експлицитан пример.

## Алтернативне не-еквивалентна дефиницие
Према Паулу Халмосу, подскуп локално компактног Хаусдорфовог тополошког простора назива се Борелов скуп ако припада најмањем σ-прстену који садржи све компактне скупове.
Норберг и Верват  редефинишу Борелову алгебру тополошког простора  као -алгебра генерисана својим отвореним подскуповима и компактним засићеним подскуповима. Ова дефиниција је прикладна за примјене у случају када  није Хаусдорф. Подудара се са уобичајеном дефиницијом ако је  други пребројиви простор или ако је сваки компактни засићени подскуп затворен (што је посебно случај ако  је Хаусдорф).